# 張惠 (金朝)
張惠（？—1232年），号赛张飞，燕地人，金朝末年将领。
张惠初为山东行省完颜霆部将。多次与红袄军李全等战。元光元年（1222年），随纥石烈牙吾塔驻守泗州。泗州西城被李全攻陷，于是投降。接受南宋的命令，自领一军驻守盱眙。正大四年（1227年），再次归降金朝，被封为临淄郡王，在河南抵抗蒙古。开兴元年（1232年），钧州（今河南省禹州市）三峰山之战，張惠战死。